# Championnat du Swaziland de football 2006-2007
Navigation
Édition précédente Édition suivante
La saison 2006-2007 du Championnat du Swaziland de football est la trente-et-unième édition de la Premier League, le championnat national de première division au Swaziland. Les douze équipes engagées sont regroupées au sein d'une poule unique où elles affrontent deux fois leurs adversaires, à domicile et à l'extérieur. En fin de saison, les deux derniers du classement sont relégués et remplacés par les deux meilleurs clubs de deuxième division.
C'est le tenant du titre, le club de Royal Leopards FC qui remporte à nouveau la compétition cette saison après avoir terminé en tête du classement final, avec un seul point d'avance sur Green Mamba et six sur Young Buffaloes FC. C'est le second titre de champion du Swaziland de l'histoire du club, qui réussit même le doublé en s'imposant en finale de la Coupe du Swaziland face à Manzini Sundowns.

## Participants
- Mbabane Highlanders
- Manzini Sundowns
- Manzini Wanderers
- Young Buffaloes FC
- Hub Sundowns FC - Promu de D2
- Mhlambanyatsi Rovers
- Eleven Men in Flight
- Mbabane Swallows
- Malanti Chiefs FC
- Midas Mbabane City FC - Promu de D2
- Green Mamba
- Royal Leopards FC

## Compétition

### Classement
Le classement est établi sur le barème de points suivant : victoire à 3 points, match nul à 1, défaite à 0.
| Rang | Équipe                 | Pts | J  | G  | N  | P  | Bp | Bc | Diff |
| ---- | ---------------------- | --- | -- | -- | -- | -- | -- | -- | ---- |
| 1    | Royal Leopards FC'T'C  | 40  | 22 | 11 | 7  | 4  | 36 | 18 | +18  |
| 2    | Green Mamba            | 39  | 22 | 11 | 6  | 5  | 36 | 24 | +12  |
| 3    | Young Buffaloes FC     | 34  | 22 | 8  | 10 | 4  | 26 | 24 | +2   |
| 4    | Manzini Wanderers      | 31  | 22 | 7  | 10 | 5  | 26 | 18 | +8   |
| 5    | Manzini Sundowns       | 31  | 22 | 7  | 10 | 5  | 23 | 18 | +5   |
| 6    | Mbabane Swallows       | 29  | 22 | 6  | 11 | 5  | 24 | 19 | +5   |
| 7    | Mbabane Highlanders    | 27  | 22 | 6  | 9  | 7  | 18 | 23 | -5   |
| 8    | Midas Mbabane City FCP | 26  | 22 | 6  | 8  | 8  | 26 | 32 | -6   |
| 9    | Mhlambanyatsi Rovers   | 25  | 22 | 6  | 7  | 9  | 26 | 32 | -6   |
| 10   | Eleven Men in Flight   | 25  | 22 | 6  | 7  | 9  | 22 | 28 | -6   |
| 11   | Malanti Chiefs FC      | 24  | 22 | 5  | 9  | 8  | 21 | 26 | -5   |
| 12   | Hub Sundowns FCP       | 16  | 22 | 4  | 4  | 14 | 23 | 45 | -22  |

|  | Qualification pour la Ligue des champions de la CAF 2008                                  |
|  | Relégation directe en deuxième division                                                   |
|  | T : Tenant du titre C : Vainqueur de la Coupe du Swaziland P : Promu de deuxième division |

## Bilan de la saison
| Championnat du Swaziland de football 2006-2007 |                              |
| Champion                                       | Royal Leopards FC (2e titre) |
| Coupes et trophées                             |                              |
| Vainqueur de la Coupe du Swaziland 2006-2007   | Royal Leopards FC            |
| Qualifications continentales                   |                              |
| Ligue des champions de la CAF 2008             | Royal Leopards FC            |
| Coupe de la confédération 2008                 | Aucun                        |
| Promotions et relégations                      |                              |
| Promus en Premier League                       | Illovo FC                    |
| Promus en Premier League                       | Umbelebele/Jomo Cosmos       |
| Relégués en First Division League              | Malanti Chiefs FC            |
| Relégués en First Division League              | Hub Sundowns FC              |